# Вохонка
Во́хонка (Вохна) — река в городском округе Электросталь и городском округе Павловский Посад Московской области России, правый приток Клязьмы.
Длина — 28 км, площадь водосборного бассейна — 241 км².
На реке расположен город Павловский Посад, а также населённые пункты Фрязево, Елизаветино, Грибаново, Сонино, Игнатово, Дмитрово, Фатеево, Казанское и Рахманово.
Является рекой стока для жилой сферы указанных поселений, а также животноводческого комплекса Фрязевский и Рахмановского шёлкового комбината.
Притоки
(расстояние от устья)
- 3,6 км: река Ходца (лв)[3]
- 11 км: река Слогавка (пр)[3]